# Schiesheim
Schiesheim este o comună din landul Renania-Palatinat, Germania. Se află la o altitudine de 160 m deasupra nivelului mării. Are o suprafață de 1,43 km². Populația este de 268 locuitori, determinată în 31 decembrie 2023, prin actualizare statistică[*].